# Maner
Maner là một thành phố và là một khu vực quy hoạch (notified area) của quận Patna thuộc bang Bihar, Ấn Độ.

## Địa lý
Maner có vị trí 25°39′B 84°53′Đ / 25,65°B 84,88°Đ Nó có độ cao trung bình là 54 mét (177 feet).

## Nhân khẩu
Theo điều tra dân số năm 2001 của Ấn Độ, Maner có dân số 26.912 người. Phái nam chiếm 53% tổng số dân và phái nữ chiếm 47%. Maner có tỷ lệ 52% biết đọc biết viết, thấp hơn tỷ lệ trung bình toàn quốc là 59,5%: tỷ lệ cho phái nam là 61%, và tỷ lệ cho phái nữ là 42%. Tại Maner, 19% dân số nhỏ hơn 6 tuổi.